# Šiauliai Arena
Šiauliai Arena és un pavelló cobert per a la pràctica d'esports i espectacles ubicat a la ciutat de Šiauliai, Lituània. El pavelló és el local per a l'equip de bàsquet BC Šiauliai. La seva capacitat és al voltant de 5.700 persones per als partits de bàsquet i 7.400 per a concerts. Va ser el pavelló on es van jugar els partits del Grup C del Eurobasket 2011. El 2013 el pavelló va acollir partits de tennis de la Copa Davis.

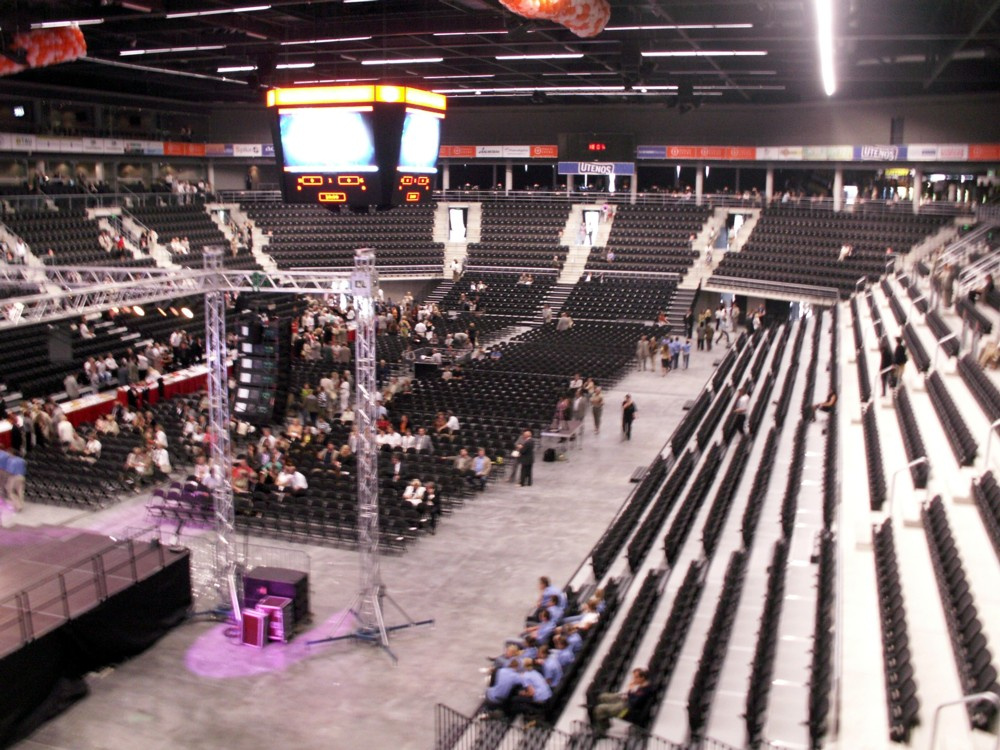
Interior del pavelló
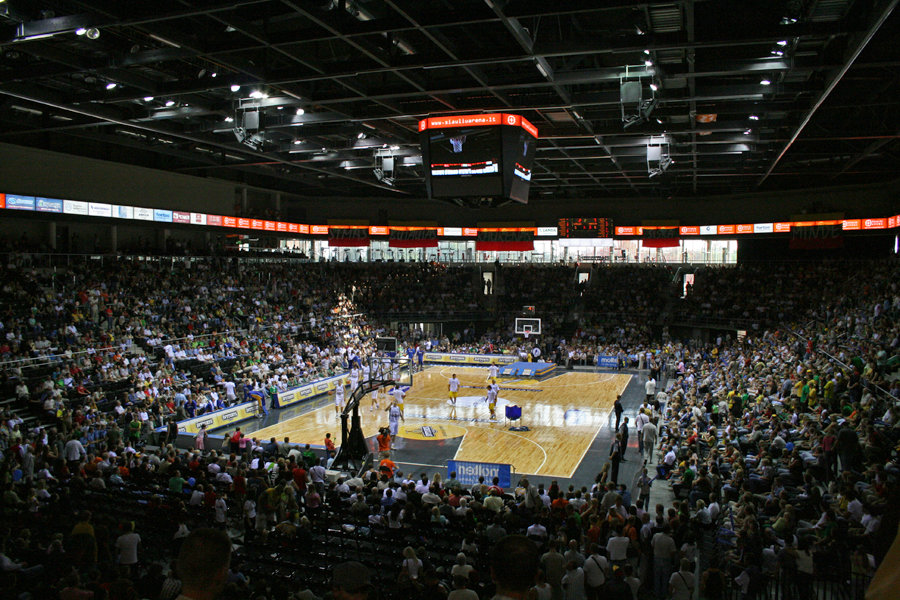
Partit de bàsquet